# Lijst van nummer 1-hits in de 538 Top 50 in 2025
Deze hits stonden in 2025 op nummer 1 in de 538 Top 50, de hitlijst van de Nederlandse radiozender Radio 538.
| Nummer | Datum        | Artiest                | Titel            |
| ------ | ------------ | ---------------------- | ---------------- |
| 61     | 4 januari    | Lady Gaga & Bruno Mars | Die with a Smile |
|        | 11 januari   | Lady Gaga & Bruno Mars | Die with a Smile |
| 62     | 18 januari   | Rosé & Bruno Mars      | Apt.             |
|        | 25 januari   | Rosé & Bruno Mars      | Apt.             |
|        | 1 februari   | Rosé & Bruno Mars      | Apt.             |
|        | 8 februari   | Rosé & Bruno Mars      | Apt.             |
|        | 15 februari  | Rosé & Bruno Mars      | Apt.             |
|        | 22 februari  | Rosé & Bruno Mars      | Apt.             |
|        | 1 maart      | Rosé & Bruno Mars      | Apt.             |
|        | 8 maart      | Rosé & Bruno Mars      | Apt.             |
|        | 15 maart     | Rosé & Bruno Mars      | Apt.             |
|        | 22 maart     | Rosé & Bruno Mars      | Apt.             |
|        | 29 maart     | Rosé & Bruno Mars      | Apt.             |
| 63     | 5 april      | Alex Warren            | Ordinary         |
|        | 12 april     | Alex Warren            | Ordinary         |
|        | 19 april     | Alex Warren            | Ordinary         |
|        | 26 april     | Alex Warren            | Ordinary         |
|        | 3 mei        | Alex Warren            | Ordinary         |
|        | 10 mei       | Alex Warren            | Ordinary         |
|        | 17 mei       | Alex Warren            | Ordinary         |
| 64     | 24 mei       | Claude                 | C'est la vie     |
| 63     | 31 mei       | Alex Warren            | Ordinary         |
|        | 7 juni       | Alex Warren            | Ordinary         |
|        | 14 juni      | Alex Warren            | Ordinary         |
|        | 21 juni      | Alex Warren            | Ordinary         |
|        | 28 juni      | Alex Warren            | Ordinary         |
|        | 5 juli       | Alex Warren            | Ordinary         |
|        | 12 juli      | Alex Warren            | Ordinary         |
|        | 19 juli      | Alex Warren            | Ordinary         |
|        | 26 juli      | Alex Warren            | Ordinary         |
|        | 2 augustus   | Alex Warren            | Ordinary         |
| 65     | 9 augustus   | Ed Sheeran             | Azizam           |
|        | 16 augustus  |                        |                  |
|        | 23 augustus  |                        |                  |
|        | 30 augustus  |                        |                  |
|        | 6 september  |                        |                  |
|        | 13 september |                        |                  |
|        | 20 september |                        |                  |
|        | 27 september |                        |                  |
|        | 4 oktober    |                        |                  |
|        | 11 oktober   |                        |                  |
|        | 18 oktober   |                        |                  |
|        | 25 oktober   |                        |                  |
|        | 1 november   |                        |                  |
|        | 8 november   |                        |                  |
|        | 15 november  |                        |                  |
|        | 22 november  |                        |                  |
|        | 29 november  |                        |                  |
|        | 6 december   |                        |                  |
|        | 13 december  |                        |                  |
|        | 20 december  |                        |                  |
|        | 27 december  |                        |                  |